# Resolució 799 del Consell de Seguretat de les Nacions Unides
La Resolució 799 del Consell de Seguretat de les Nacions Unides adoptada per unanimitat el 18 de desembre de 1992, després de reafirmar les resolucions 607 (1988), 608 (1990), 636 (1989), 641 (1989), 681 (1990), 694 (1991) i 726 (1992) i coneixent la deportació de centenars de palestins per d'Israel dels territoris ocupats. El 17 de desembre de 1992, el Consell va condemnar les deportacions que violaven el Quart Conveni de Ginebra referint-se a la protecció dels civils en temps de guerra.
La resolució va lamentar l'acció i va reiterar que Israel s'hauria d'abstenir de deportar més palestins i garantir el retorn segur i immediat dels deportats.